# Suites pour luth de Bach

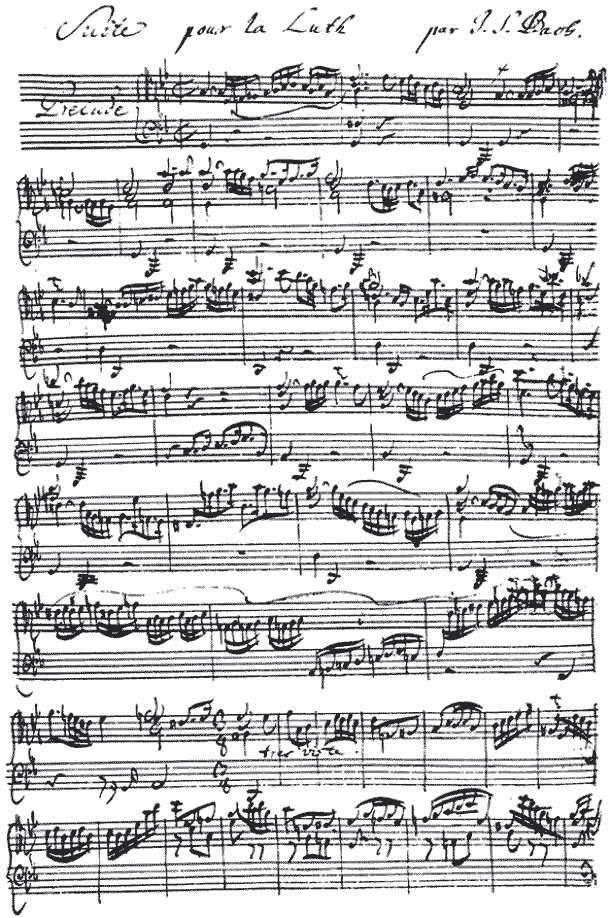
Suites pour luth de Bach

Johann Sebastian Bach a écrit quatre suites pour luth (BWV 995, BWV 996, BWV 997, BWV 1006a).

## Historique

### Les suites

#### Suite pour luthno1 enmi mineur(BWV996) (entre 1708 et 1717)
- Prélude
- Allemande
- Courante
- Sarabande
- Bourrée
- Gigue

#### Suite pour luthno2 endo mineur(BWV997) (probablement après 1736)
- Prélude (Fantasia)
- Fugue
- Sarabande
- Gigue
- Double

#### Suite pour luthno3 ensol mineur(BWV995) (entre 1727 et 1731)
Cette suite pour luth est une autre version écrite par Johann Sebastian Bach de la Suite pour violoncelle no 5 (BWV 1011).
On peut lire sur la première page du manuscrit autographe du compositeur « Pièces pour la Luth à Monsieur Schouster par J.S. Bach ».
- Prélude
- Allemande
- Courante
- Sarabande
- Gavotte I & II
- Gigue

(Voir le manuscrit autographe conservé à la Bibliothèque royale de Belgique)

#### Suite pour luthno4 enmi majeur(BWV1006a) (entre 1735 et 1740)
Cette suite pour luth est une transcription réalisée par Johann Sebastian Bach lui-même de sa Partita pour violon seul no 3.
- Prélude
- Loure
- Gavotte en rondeau
- Menuet 1
- Menuet 2
- Bourrée
- Gigue